# 關島男子足球聯賽
關島男子足球聯賽（Guam Men's Soccer League）是關島頂級足球聯賽，由关岛足球协会主辦。2004年開始舉辦，分2個級別：Division I(8隊) 和 Division II(11隊)。2007年以來，聯賽分為兩個季節：春季和秋季。當春季和秋季賽季冠軍是不同的，一次性比賽決定當年的總冠軍。

## 歷屆冠軍
以下為歷屆聯賽冠軍：
- 1990年：关岛大学
- 1991年：关岛大学
- 1992年：关岛大学
- 1993年：关岛大学
- 1994年：图门泰顺（塔穆宁）
- 1995年：密克罗尼西亚大陆航空G-Force
- 1996年：密克罗尼西亚大陆航空G-Force
- 1997年：杜梦

| 年代 | 春季冠军         | 秋季冠军       | 总冠军           |
| ---- | ---------------- | -------------- | ---------------- |
| 1998 | 安德森足球俱乐部 | 岛屿货运       | 安德森足球俱乐部 |
| 1999 | Carpet One       | 科斯淡啤银子弹 | 科斯淡啤银子弹   |
| 2000 | 科斯淡啤银子弹   | 海军           | 科斯淡啤银子弹   |
| 2001 | 科斯淡啤银子弹   | Staywell Zoom  | Staywell Zoom    |
| 2002 | 关岛造船所       | 关岛造船所     | 关岛造船所       |
| 2003 | 关岛造船所       | 关岛造船所     | 关岛造船所       |
| 2004 | 关岛 U-18        | 关岛 U-18      | 关岛 U-18        |
| 2005 | 关岛造船所       | 关岛造船所     | 关岛造船所       |
| 2006 | 关岛造船所       | 关岛造船所     | 关岛造船所       |
| 2007 | 质量经销商       |                |                  |

- 2007—08年：质量经销商
- 2008—09年：质量经销商
- 2009—10年：质量经销商
- 2010—11年：卡加
- 2011—12年：质量经销商
- 2012—13年：质量经销商
- 2013—14年：流浪者
- 2014—15年：流浪者
- 2015—16年：流浪者
- 2016—17年：流浪者
- 2017—18年：流浪者
- 2018—19年：流浪者
- 2019—20年：因新冠疫情而取消賽季。
- 2020—22年：沒有舉辦
- 2022—23年：翅膀FC
- 2024年：翅膀FC